# 佐伯阿俄能胡
播磨佐伯 阿俄能胡（はりま の さえき の あがのこ）あるいは佐伯阿俄能胡（さえき の あがのこ）は、日本古代の豪族。姓は「直」（あたい）。

## 出自
『日本書紀』巻第七によると、日本武尊が捕虜にしていた蝦夷（えみし）を能褒野（のぼの、現在の三重県鈴鹿市北部から亀山市東部にかけての地域）で解放して、伊勢神宮に献上した、とある。この蝦夷たちは昼夜やかましく騷ぐようになり、礼儀もできていなかったので、倭姫命（やまとひめ の みこと）から出入り禁止にされてしまい、朝廷に進上された。ところが、今度は三輪山の木を勝手に切ったり、隣里へ向かって大声をあげたりして、住民を脅かすことになった。そこで、天皇は、蝦夷たちを「中国（うちつくに、大和国一帯）に住まわすことはできないから、希望に応じて、畿外に置くように」と命じ、播磨国・讃岐国・伊予国・安芸国・阿波国へ向かわせた。
巻第十一には、猪名県の「佐伯部」の人たちが摂津国八田部郡の菟餓野（とがの、現在の兵庫県神戸市兵庫区夢野町付近）の牡鹿を狩って仁徳天皇に献上してしまい、そのわびしげでかなしい鳴き声に毎夜聴き入っていた天皇は「仕方がないことだけれども、恨めしいことである、今後、皇居に佐伯部を近づけてはならない」とおっしゃられ、佐伯部たちは安芸国の渟田というところに「移郷」させられた、ともある。
これらの話は、佐伯部の人たちが朝廷より差別的待遇を受けてきたことを示している。
これらの佐伯部の人たちは、各国の佐伯直が管理し、中央の佐伯連氏と氏族的な関係を結んでいた、と言われている。 「播磨佐伯直」である阿俄能胡は、播磨国へ下向した「佐伯部」を管掌する伴造の氏ということになる。

## 経歴
仁徳天皇40年、阿俄能胡は天皇の命で吉備品遅部雄鯽（きび の ほむちべ の おふな）とともに隼別皇子（はやぶさわけ の みこ）と雌鳥皇女（めとり の ひめみこ）を追い、伊勢国の蒋代野（こもしろのの）で二人を捕らえ、その場で殺した。その際に、命令に反して、雄鯽とともに雌鳥皇女が身につけていた玉を盗んだ。
のちに新嘗祭のあった11月に、豊明節会があり、酒宴の席でそのことが明らかになった。阿俄能胡は自白し、土地を献上して死罪をまぬかれた。その土地は玉代（たまて）と呼ばれた（大和国葛上郡に玉手丘があり、現在の奈良県御所市にあたる）。
彼だけが罪に問われ、雄鯽のことが言及されていないのは、姓を持っており、財産もあったからなのである。あるいは雄鯽の方は玉を最初から自分のものにはしなかった可能性もある。
同様の物語が『古事記』にもあり、こちらの追手は山部大楯連（やまべ の おおたて の むらじ）が率いたことになっている。命令の話はないが、彼は死刑に処せられている。